# Майкова, Софья Михайловна
Софья Михайловна Майкова (1835—1909) — популярная российская переводчица, деятельница народного образования.

## Семья
Дочь генерала М. А. Майкова и баронессы А. П. Меллер-Закомельской.

## Переводы
Автор переводов с английского и немецкого языков: Ф. Купер (Конанчи, вождь индейцев. СПб., 1872; Красный разбойник. СПб., 1874; Последний из могикан. СПб., 1874); Э. Вернер (В добрый час. СПб., 1877); Ф. Шпильгаген (О чем щебетала ласточка. СПб., 1873); Путешествия и приключения барона Мюнхгаузена. СПб., 1872); В. Скотт (Талисман. СПб., 1874); С. Смайлс (Бережливость. СПб., 1876; Вечный труженик. СПб., 1877; Долг. СПб., 1888; Самостоятельная деятельность. СПб., 1888); Х. К. Андерсен (Сказки. СПб., 1885).